# Rouffiac-des-Corbières

Rouffiac-des-Corbières este o comună în departamentul Aude din sudul Franței. În 1 ianuarie 2022 avea o populație de 71 de locuitori.